# Stellidia tenebrosa
Stellidia tenebrosa là một loài bướm đêm trong họ Erebidae.